# Muse Communication
Muse Communication Co., Ltd. (de asemenea cunoscut ca Muse) este un distribuitor și licențiator taiwanez specializat în distribuirea de anime. Cu sediul în districtul Xinzhuang, Noul Taipei, compania distribuie, de asemenea, filme asiatice și europene în Taiwan. Are licențe pentru mai multe serii anime populare și tokusatsu.

## Istoric
Fondată în 1987, compania a fost cunoscută anterior ca Muse Cultural Enterprise Co., Ltd înainte de a deveni Muse Communication Co., Ltd. în 1992. Fukang Enterprise se ocupă de distribuirea fizică, în timp ce Eagle International Communication se ocupă de distribuirea filmelor live-action din Asia și Europa.
Muse Communication (Hong Kong) a fost fondată în noiembrie 1997. Muse Animation (Shanghai) a fost fondată în ianuarie 2013. Pe 7 august 2018, Muse Communications a început să comercializeze anumite titluri din biblioteca lor pe YouTube în Taiwan.
Muse Communication Singapore (cunoscută și sub numele de Muse Asia) a fost fondată în martie 2019. În iunie 2019, a lansat Muse Asia, un canal de YouTube care oferă anime cu subtitrări în engleză și chineză pentru publicul din unele părți din Asia de Sud-Est, Asia de Est și Asia de Sud. De atunci, compania a lansat canale de YouTube pentru publicul din Indonezia, Malaysia, Filipine, Thailanda, Vietnam și India.
Hakken! este un brand de vânzare a lui Muse Communication Singapore, specializat în merchandisingul anime-urilor. Pe 16 ianuarie 2021 a deschis primul magazin în Plaza Singapura. Al doilea magazin a fost deschis pe 17 iulie 2021 și se află în VivoCity. Pe 21 octombrie 2021, prin Shopee, Hakken s-a extins în Malaysia drept magazin digital..

## Distribuție

### Distribuție fizică
Muse nu își lansează direct titlurile pe discuri în afara Taiwanului, ci le sublicențiază altor companii, cum ar fi Dream Express (DEX) și, anterior, Rose Media and Entertainment pentru piața thailandeză.

### Distribuția digitală și pe televizor
Muse își sublicentiază câteva titluri către alte platforme și canale de televiziune. În 2016, Bahamut Anime Crazy a început să difuzeze unele titluri ale lui Muse, acesta fiind primul moment în care compania și-a distribuit biblioteca de seriale și filme gratuit. Pentru a combate pirateria, pe 7 august 2018, Muse a început distribuirea bibliotecii lor pe YouTube.